# Lietzen
Lietzen ist eine Gemeinde im Südosten des Landkreises Märkisch-Oderland. Sie wird vom Amt Seelow-Land verwaltet.

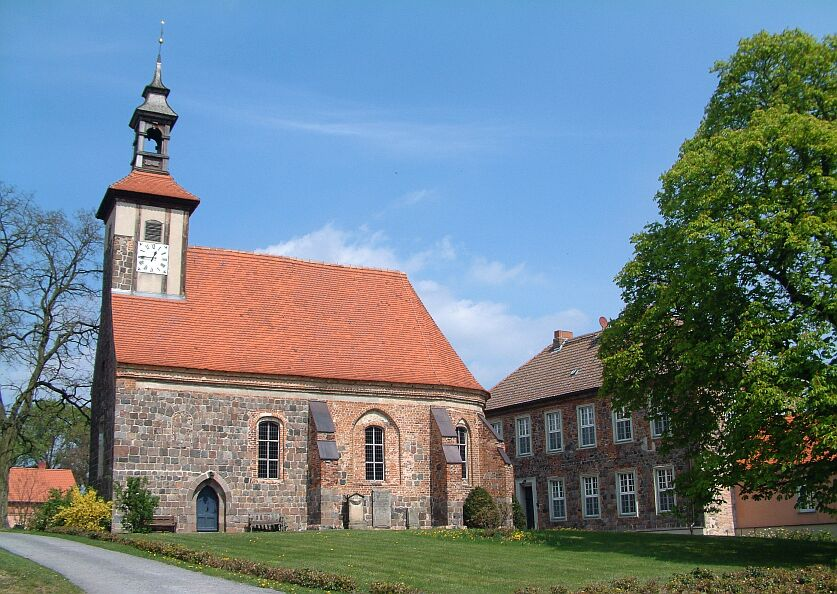
Komturei Lietzen – Komtureikirche und Herrenhaus

## Geographie
Der Ort liegt unweit der Oder inmitten einer seenreichen Landschaft. Benachbarte größere Städte sind Seelow etwa acht Kilometer nordöstlich und Frankfurt (Oder) etwa 25 Kilometer südöstlich.

## Gemeindegliederung
Die Gemeinde Lietzen besteht aus den bewohnten Gemeindeteilen Lietzen-Dorf, Lietzen-Nord und Lietzen-Vorwerk. Hinzu kommt der Wohnplatz Schmermühle.

## Geschichte

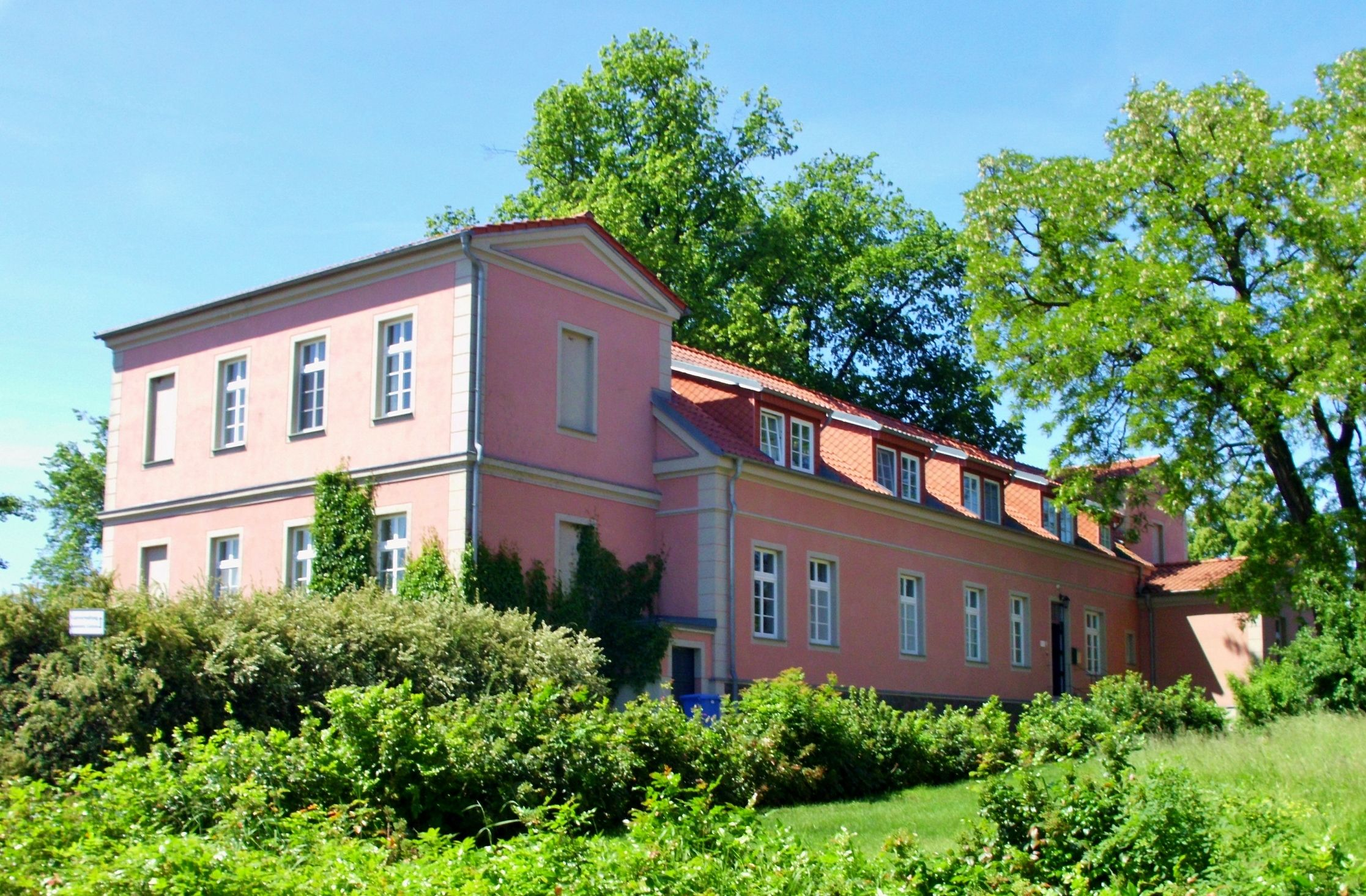
Komturei Lietzen – Gutsverwaltung

Lietzen wurde um 1229 vom Templerorden gegründet. Die erste urkundliche Erwähnung erfolgte im Jahr 1244 als „villa lesnitz“. Der Name stammt aus dem Slawischen und heißt Dorf am Flüsschen Lesnitz. Die Gemeinde gehörte seit 1817 zum Kreis Lebus in der Provinz Brandenburg und ab 1952 zum Kreis Seelow im DDR-Bezirk Frankfurt (Oder). Seit 1993 liegt die Gemeinde im brandenburgischen Landkreis Märkisch-Oderland.

## Bevölkerungsentwicklung
| Jahr | Einwohner |
| ---- | --------- |
| 1875 | 800       |
| 1890 | 754       |
| 1910 | 706       |
| 1925 | 903       |
| 1933 | 822       |
| 1939 | 769       |

| Jahr | Einwohner |
| ---- | --------- |
| 1946 | 1 042     |
| 1950 | 1 100     |
| 1964 | 0 825     |
| 1971 | 0 764     |
| 1981 | 0 698     |
| 1985 | 0 711     |

| Jahr | Einwohner |
| ---- | --------- |
| 1990 | 717       |
| 1995 | 699       |
| 2000 | 864       |
| 2005 | 812       |
| 2010 | 698       |
| 2015 | 736       |

| Jahr | Einwohner |
| ---- | --------- |
| 2020 | 702       |
| 2021 | 692       |
| 2022 | 669       |
| 2023 | 671       |
| 2024 | 671       |

Gebietsstand des jeweiligen Jahres, Einwohnerzahl: Stand 31. Dezember (ab 1991), ab 2011 auf Basis des Zensus 2011, ab 2022 auf Basis des Zensus 2022
Der Anstieg der Bevölkerungszahl 2015 ist auf die Einrichtung einer Flüchtlingsunterkunft in Lietzen zurückzuführen.

## Politik

### Gemeindevertretung
Die Gemeindevertretung von Lietzen besteht aus zehn Gemeindevertretern und dem ehrenamtlichen Bürgermeister. Die Kommunalwahl am 26. Mai 2019 führte zu folgendem Ergebnis:
| Wählergruppe                  | Stimmenanteil | Sitze |
| ----------------------------- | ------------- | ----- |
| Bürger für Lietzen            | 88,4 %        | 9     |
| Einzelbewerber Norbert Kühnel | 11,6 %        | 1     |

### Bürgermeister
- 1998 Hannelore Schanze Wendorf
- 1998–2014: Norbert Kühnel (SPD)[9]
- seit 2014: Frank Kasper (Bürger für Lietzen)[10][11]

Kasper wurde in der Bürgermeisterwahl am 9. Juni 2024 bei einem Gegenkandidaten mit 52,1 % der gültigen Stimmen für eine weitere Amtszeit von fünf Jahren zum ehrenamtlichen Bürgermeister wiedergewählt.

## Sehenswürdigkeiten
In der Liste der Baudenkmale in Lietzen stehen die in der Denkmalliste des Landes Brandenburg eingetragenen Baudenkmale.

### Komturei Lietzen

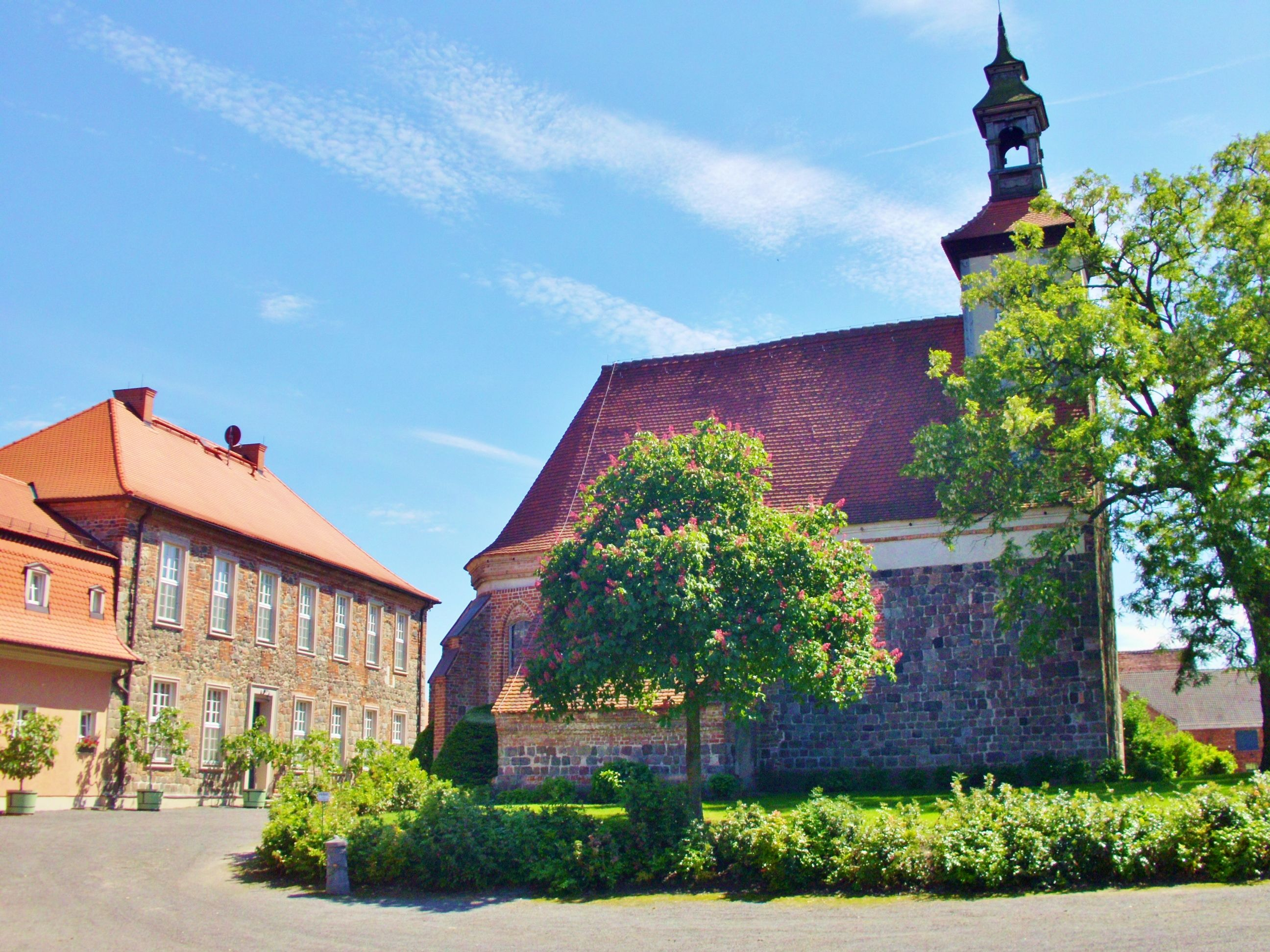
Komturei Lietzen

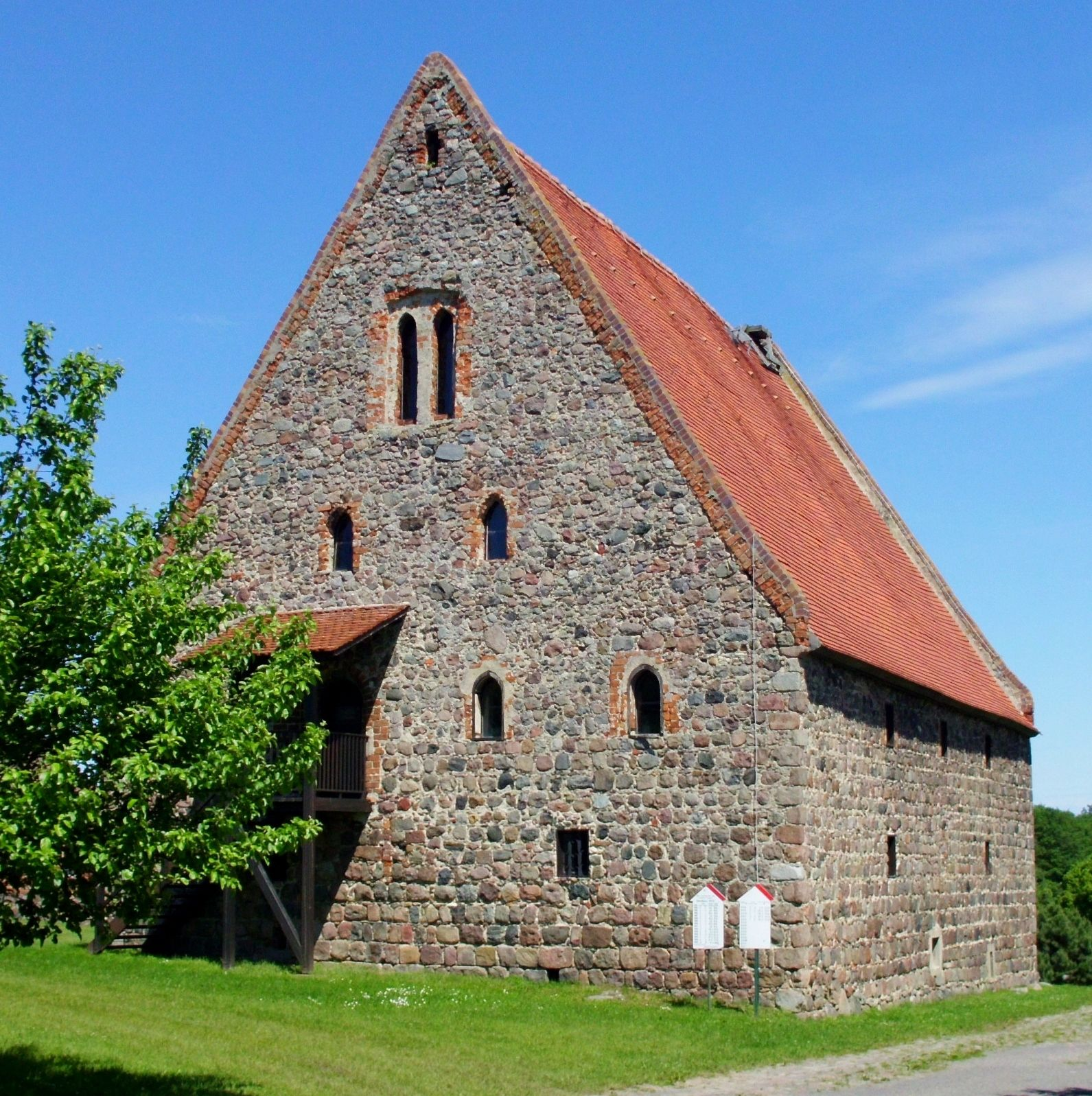
Komturei Lietzen – Speicherhaus aus der 2. Hälfte des 13. Jahrhunderts

Bedeutendstes Bauwerk der Gemeinde ist die Komturei der Tempelritter im Ortsteil Lietzen-Nord. Die Komturei (auch Comanderie oder Kommende genannt) ist der letzte noch erkennbare Rittersitz des Templerordens in Brandenburg. Nach der Säkularisation im Jahr 1811 wurde sie als Dotation an den Staatskanzler Karl August von Hardenberg verliehen und stand bis 1944 im Besitz der Familie. Nach 1990 wurde die Komturei an die Familie derer von Hardenberg zurückerstattet, die sie bis heute nutzt.

### Gedenkstätten
In der deutschen Kriegsgräberstätte für Gefallene des Zweiten Weltkrieges fanden über 1000 Soldaten ihre letzte Ruhe. Heute wird der Friedhof als zentraler Zubettungsfriedhof des Landes Brandenburg genutzt.

## Verkehr
Lietzen liegt an der Landesstraße L 37 zwischen Seelow und Müllrose.
Die Haltepunkte Lietzen und Lietzen Nord lagen an der Bahnstrecke Fürstenwalde–Wriezen. 1969 wurde der Personenverkehr eingestellt.

## Persönlichkeiten
- Ernst Gebauer (1782–1865), Porträtmaler, in Lietzen geboren
- Erika Stürmer-Alex (* 1938), Künstlerin, lebt und arbeitet in Lietzen, betreibt den Kunsthof Lietzen
- Gundi Scharpf (1941–2022), Tierpflegerin, Leiterin der Aufzuchtstation der Wilhelma, in Lietzen geboren